# Europese weg 602
De Europese weg 602 of E602 is een Europese weg die loopt van Franse La Rochelle naar Saintes. Hierbij doet de weg uitsluitend Frankrijk aan.

## Algemeen
De Europese weg 602 is een Klasse B-verbindingsweg en verbindt het Franse La Rochelle met Saintes en komt hiermee op een afstand van ongeveer 68 kilometer. De route is door de UNECE als volgt vastgelegd: La Rochelle - Saintes.

## Nationale wegnummers
De E602 loopt over de volgende nationale wegnummers:
| Nummer    | Tracé               |
| Frankrijk | Frankrijk           |
| --------- | ------------------- |
|           | La Rochelle - Aytré |
| D137      | Aytré - Rochefort   |
|           | Rochefort - Saintes |